# Soliloquy (Band)
Soliloquy ist eine deutsche Alternative Rockband aus Gießen.

## Geschichte
Soliloquy wurde 1997 Jahre im hessischen Gießen gegründet. Die Musik ist eine Mischung aus Alternative Rock, Punk und Pop. Die Band spielte bislang über 300 Konzerte, unter anderem auch als Support für Revolverheld, MIA, Donots, Wir sind Helden, Liquido, Jennifer Rostock, Emil Bulls u. a., und trat 2001 auf dem Bizarre-Festival auf. 
Des Weiteren gewann sie in der Vergangenheit verschiedene Bandwettbewerbe, darunter den Band Contest der 1822 Stiftung der Frankfurter Sparkasse in der Frankfurter Batschkapp. 2005 nahm die Band unter dem Namen Soliloquy feat. Eagle Horst den Song Diva vom Main für den Eintracht-Frankfurt-Fansampler „12“ auf. Um 2013 stieg Arno Hesse wieder am Bass ein, wenig später komplettierte Patrick Osawa an der Gitarre die Band wieder. 2017 erschien Twenty Something, produziert von Florian Neuber.

## Diskografie

### Alben
- Quite Delicious (2001)
- So Far So Good (2003)
- Twenty Something (2017)

### EPs
- Soliloquy (1998)
- Soliloquy vs. Colourful Grey (2002)